# C20H30O5
化学式C20H30O5（摩尔质量：350.45 g/mol）可能指：
- 穿心莲内酯（穿心莲乙素），CAS号：5508-58-7
- 前列腺素E3（PGE3），CAS号：802-31-3

|  | 这个同类索引页列出了具有相同分子式的化学物（即同分異構體）条目。 除非您是有意链接至本页，否则应将相应条目的内部链接指向正确的条目。 |